# Kusimansen
Die Kusimansen (Crossarchus) sind eine Raubtiergattung aus der Familie der Mangusten (Herpestidae). Die vier Arten dieser Gattung sind im westlichen und zentralen Afrika beheimatet.

## Merkmale
Das Fell der Kusimansen ist verhältnismäßig rau und lang, es ist rötlichbraun bis schwarzbraun gefärbt und oft gesprenkelt. Der Kopf ist heller als der Körper, während die Gliedmaßen dunkler sind. Die Vorderpfoten sind mit langen Krallen versehen, die Krallen der Hinterpfoten sind kürzer. Der relativ kurze Schwanz ist zugespitzt. Kennzeichnend für die Gattung ist die lange Schnauze, die Ohren sind klein und rundlich. Diese Tiere erreichen Kopfrumpflängen von 30 bis 45 Zentimeter, der Schwanz wird 15 bis 32 Zentimeter lang. Das Gewicht erwachsener Tiere liegt zwischen 0,5 und 2 Kilogramm.

## Lebensweise
Lebensraum dieser Tiere sind Wälder oder Sumpfgebiete. Sie leben in Gruppen, die aus 10 bis 24 Tieren bestehen und sich aus einer bis drei Familien zusammensetzen. Sie wandern herum und halten sich selten länger als zwei Tage an einem Ort auf. Sie sind überwiegend tagaktiv, gehen manchmal jedoch auch nachts auf Nahrungssuche. Sie haben keine fixen Baue, sondern schlafen in Erdlöchern, in hohlen Baumstämmen oder in dichter Vegetation.
Kusimansen sind Allesfresser, die sich von Insekten und deren Larven, anderen Wirbellosen, kleinen Wirbeltieren, Eiern und Früchten ernähren.
Mehrmals im Jahr bringt das Weibchen nach rund 58-tägiger Tragzeit zwei bis vier Jungtiere zur Welt. Diese nehmen ab der dritten Lebenswoche feste Nahrung zu sich und werden mit neun Monaten geschlechtsreif. In menschlicher Obhut können sie ein Alter von neun Jahren erreichen.

## Kusimansen und Menschen
Manchmal werden Kusimansen als Haustiere gehalten, sie gelten als intelligente und leicht zu zähmende Tiere.

## Gefährdungssituation
In freier Natur sind die Kusimansen weitverbreitet. Abgesehen von der Angola-Kusimanse, deren Gefährdungsgrad in der Roten Liste gefährdeter Arten der Weltnaturschutzunion IUCN wegen ungenügender Daten („Data Deficient“) nicht bekannt ist, gelten alle Arten als nicht gefährdet („Least Concern“).

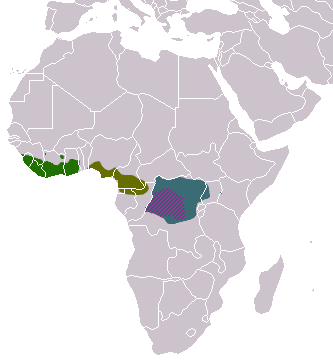
Die Verbreitungsgebiete der vier Arten der Kusimansen
Dunkelkusimanse
Flachkopf-Kusimanse
Angola-Kusimanse
Kongo-Kusimanse

## Systematik
Es werden vier Arten unterschieden:
- Die Dunkelkusimanse (Crossarchus obscurus) ist von Guinea bis Ghana verbreitet.
- Die Flachkopf-Kusimanse oder Kamerun-Kusimanse (Crossarchus platycephalus) kommt von Benin bis in die Republik Kongo vor.
- Die Angola-Kusimanse (Crossarchus ansorgei) ist aus der Demokratischen Republik Kongo und dem nördlichen Angola bekannt.
- Die Kongo-Kusimanse (Crossarchus alexandri) lebt in der Demokratischen Republik Kongo und Uganda.

Manchmal werden auch andere Mangustenarten als Kusimansen bezeichnet, etwa die Liberia-Kusimanse. Diese sind jedoch keine Vertreter dieser Gattung.